# Tipula xingshana
Tipula xingshana är en tvåvingeart som beskrevs av Yang 1997. Tipula xingshana ingår i släktet Tipula och familjen storharkrankar. Inga underarter finns listade i Catalogue of Life.